# Kypello Ellados 1994-1995
La Coppa di Grecia 1994-1995 è stata la 53ª edizione del torneo. La competizione è terminata il 19 aprile 1995. Il Panathīnaïkos ha vinto il trofeo per la quindicesima volta, battendo in finale l'AEK Atene.

## Fase a gruppi

### Gruppo 1
| Squadre          | Punti |
| ---------------- | ----- |
| AEK Atene        | 12    |
| Panargeiakos     | 7     |
| Atromītos        | 6     |
| Kastoria         | 2     |
| Ethnikos Asteras | 1     |

### Gruppo 2
| Squadre          | Punti |
| ---------------- | ----- |
| Apollōn Smyrnīs  | 9     |
| Panserraïkos     | 7     |
| Proodeftikī      | 6     |
| Olympiakos Volos | 6     |
| Pandramaïkos     | 1     |

### Gruppo 3
| Squadre        | Punti |
| -------------- | ----- |
| Paniōnios      | 10    |
| Agios Nikolaos | 9     |
| Kallithea      | 7     |
| Chaïdari       | 3     |
| Velissario     | 0     |

### Gruppo 4
| Squadre        | Punti |
| -------------- | ----- |
| Ethnikos Pireo | 6     |
| Panaitōlikos   | 5     |
| Athīnaïkos     | 5     |
| Chalkis        | 5     |
| Nikī Volo      | 4     |

### Gruppo 5
| Squadre              | Punti |
| -------------------- | ----- |
| Panathīnaïkos        | 12    |
| Anagennīsī Giannitsa | 9     |
| Eolikos Mytilenes    | 6     |
| Sparta               | 3     |
| Acharnaïkos          | 0     |

### Gruppo 6
| Squadre            | Punti |
| ------------------ | ----- |
| Īraklīs            | 10    |
| Lamia              | 7     |
| Apollōn Kalamarias | 7     |
| Panīleiakos        | 3     |
| Kalamata           | 1     |

### Gruppo 7
| Squadre            | Punti |
| ------------------ | ----- |
| Larissa            | 8     |
| Korinthos          | 6     |
| Iraklis Ptolemaida | 5     |
| Panachaïkī         | 5     |
| PAS Giannina       | 2     |

### Gruppo 8
| Squadre              | Punti |
| -------------------- | ----- |
| Edessaïkos           | 10    |
| Pontii Veria         | 6     |
| Egaleo               | 6     |
| Fostiras             | 4     |
| Anagennisi Kolindros | 3     |

### Gruppo 9
| Squadre           | Punti |
| ----------------- | ----- |
| Ionikos           | 9     |
| Tyrnavos          | 3     |
| Varvasiakos Chios | 3     |
| Orestis Orestiada | 3     |

### Gruppo 10
| Squadre            | Punti |
| ------------------ | ----- |
| PAOK               | 9     |
| Acheron Kanallaki  | 4     |
| Eordaikos          | 2     |
| Apollon Krya Vrysi | 1     |

### Gruppo 11
| Squadre         | Punti |
| --------------- | ----- |
| Kavala          | 9     |
| Trikala         | 6     |
| AO Chania       | 1     |
| Almopos Arideas | 1     |

### Gruppo 12
| Squadre             | Punti |
| ------------------- | ----- |
| Anagennīsī Karditsa | 6     |
| Panelefsiniakos     | 6     |
| Levadeiakos         | 3     |
| Pannafpliakos       | 3     |

### Gruppo 13
| Squadre         | Punti |
| --------------- | ----- |
| Pierikos        | 6     |
| Arīs Salonicco  | 6     |
| Kilkisiakos     | 4     |
| Apollon Larissa | 1     |

### Gruppo 14
| Squadre               | Punti |
| --------------------- | ----- |
| Skoda Xanthi          | 9     |
| Ialiso Rodi           | 6     |
| GAS Veria             | 3     |
| Charafgiakos Iliopoli | 0     |

### Gruppo 15
| Squadre     | Punti |
| ----------- | ----- |
| Naoussa     | 6     |
| Doxa Vyrona | 4     |
| OFI Creta   | 4     |
| Mesolongi   | 3     |

### Gruppo 16
| Squadre           | Punti |
| ----------------- | ----- |
| Olympiacos        | 7     |
| Doxa Dramas       | 6     |
| Rethymniakos      | 4     |
| Agrotikos Asteras | 0     |

## Sedicesimi di finale
Le partite sono state giocate il 16 e il 30 novembre 1994.
| Squadra 1           | Totale      | Squadra 2            | Andata | Ritorno     |
| ------------------- | ----------- | -------------------- | ------ | ----------- |
| Doxa Dramas         | 1 - 2       | Korinthos            | 1 - 0  | 0 - 2 (dts) |
| Acheron Kanallaki   | 2 - 8       | Kavala               | 1 - 4  | 1 - 4       |
| Panelefsiniakos     | 3 - 3 (gfc) | Edessaïkos           | 3 - 1  | 0 - 2       |
| Naoussa             | 2 - 3       | Olympiacos           | 1 - 2  | 1 - 1       |
| Ionikos             | 1 - 3       | Panaitōlikos         | 1 - 3  | 0 - 0       |
| Pontii Veria        | 1 - 3       | Arīs Salonicco       | 1 - 0  | 0 - 3       |
| Panargeiakos        | 1 - 9       | Paniōnios            | 0 - 3  | 1 - 6       |
| PAOK                | 1 - 1 (gfc) | Agios Nikolaos       | 1 - 1  | 0 - 0       |
| Larissa             | 6 - 1       | Īraklīs              | 5 - 0  | 1 - 1       |
| Panathīnaïkos       | 4 - 2       | Apollōn Smyrnīs      | 1 - 2  | 3 - 0       |
| Panserraïkos        | 4 - 8       | Skoda Xanthi         | 4 - 5  | 0 - 3       |
| Pierikos            | 1 - 4       | Ethnikos Pireo       | 0 - 3  | 1 - 1       |
| Anagennīsī Karditsa | 3 - 2       | Trikala              | 2 - 0  | 1 - 2       |
| Doxa Vyrona         | 2 - 5       | AEK Atene            | 1 - 3  | 1 - 2       |
| Tyrnavos            | 0 - 2       | Lamia                | 0 - 0  | 0 - 2       |
| Ialiso Rodi         | 4 - 1       | Anagennīsī Giannitsa | 2 - 1  | 2 - 0       |

## Ottavi di finale
| Squadra 1           | Totale | Squadra 2      | Andata | Ritorno     |
| ------------------- | ------ | -------------- | ------ | ----------- |
| Kavala              | 7 - 0  | Lamia          | 4 - 0  | 3 - 0       |
| Agios Nikolaos      | 1 - 4  | Ialiso Rodi    | 1 - 1  | 0 - 3       |
| Skoda Xanthi        | 3 - 4  | Panathīnaïkos  | 0 - 1  | 3 - 3 (dts) |
| Edessaïkos          | 2 - 0  | Arīs Salonicco | 1 - 0  | 1 - 0       |
| Ethnikos Pireo      | 5 - 4  | Korinthos      | 3 - 1  | 2 - 3       |
| Anagennīsī Karditsa | 1 - 2  | Olympiacos     | 1 - 0  | 0 - 2       |
| Larissa             | 4 - 3  | Paniōnios      | 3 - 1  | 1 - 2       |
| AEK Atene           | 9 - 1  | Panaitōlikos   | 4 - 1  | 5 - 0       |

## Quarti di finale
| Squadra 1      | Totale      | Squadra 2   | Andata | Ritorno |
| -------------- | ----------- | ----------- | ------ | ------- |
| Panathīnaïkos  | 4 - 4 (gfc) | Olympiacos  | 1 - 2  | 3 - 2   |
| Kavala         | 6 - 3       | Ialiso Rodi | 3 - 1  | 3 - 2   |
| Ethnikos Pireo | 1 - 3       | AEK Atene   | 0 - 1  | 1 - 2   |
| Edessaïkos     | 4 - 0       | Larissa     | 2 - 0  | 2 - 0   |

## Semifinali
| Squadra 1 | Totale | Squadra 2     | Andata | Ritorno |
| --------- | ------ | ------------- | ------ | ------- |
| Kavala    | 0 - 6  | Panathīnaïkos | 0 - 1  | 0 - 5   |
| AEK Atene | 2 - 0  | Edessaïkos    | 1 - 0  | 1 - 0   |

## Finale
| Arbitro: | Filippos Mbakas (Salonicco) |

|                      |           |  |
| Warzycha 118’ (rig.) | Marcatori |  |